# Bumilja
Bumilja är en ort i Mexiko.   Den ligger i kommunen Oxchuc och delstaten Chiapas, i den sydöstra delen av landet, 800 km öster om huvudstaden Mexico City. Bumilja ligger 1 660 meter över havet och antalet invånare är 460.
Terrängen runt Bumilja är lite bergig. Runt Bumilja är det ganska tätbefolkat, med 75 invånare per kvadratkilometer. Närmaste större samhälle är Chanal, 17,4 km söder om Bumilja. I omgivningarna runt Bumilja växer i huvudsak städsegrön lövskog.